# Petr Pýcha
Petr Pýcha (* 16. dubna 1972 Most) je český scenárista, autor divadelních, rozhlasových her a filmů, učitel na Gymnáziu Ivana Olbrachta v Semilech. Je autorem devíti rozhlasových her, tří divadelních inscenací a čtyř filmových scénářů. Je držitelem několika prestižních ocenění. Největším úspěchem bylo doposud pro Pýchu ocenění Českým lvem za scénář k filmu Všechno bude.

## Život
První roky života strávil v Braňanech, odkud se kvůli špatnému ovzduší znečištěným důsledkem těžby uhlí s bratrem a rodiči musel přestěhovat. Nový domov našel v Lomnici nad Popelkou, kde s přestávkou bydlí dodnes. Vystudoval gymnázium v Nové Pace, a pak absolvoval Pedagogickou fakultu v Hradci Králové se zaměřením na základy společenských věd a češtinu. Po studiích odešel do města Vysoké nad Jizerou v Krkonoších, kde působil jako pedagog na zdejší základní škole. Zde napsal také svoji první divadelní hru pro místní divadelní spolek Krakonoš. Dnes bydlí opět v Lomnici nad Popelkou, učí na Gymnáziu Ivana Olbrachta v Semilech. Žije s ženou a třemi dětmi a věnuje se včelařství.

## Dílo
Prvotinou Petra Pýchy byla divadelní hra Republiku za koně a fotbal, kterou napsal pro divadelní spolek Krakonoš působící v krkonošském městečku Vysokém nad Jizerou. Hra získala několik cen na přehlídkách nezávislého a amatérského divadla. V roce 2005 napsal s kamarádem z dětství Jaroslavem Rudišem Léto v Laponsku (divadelní roadstory o dlouhé cestě na sever). Hra obdržela dvě tuzemská divadelní ocenění; Cenu Alfréda Radoka a Cenu Českého rozhlasu 3 – Vltava. Uváděná byla na domácích scénách i ve Finsku. S Rudišem vytvořili mnoho dalších předloh pro rozhlasové hry. Jejich společná rozhlasová hra Lidojedi reprezentovala ČR na mezinárodním festivalu Prix Italia a získala 2. cenu v soutěži Prix Bohemia Radio 2012. Lidojedi byli posléze nastudováni Činoherním divadlem v Ústí nad Labem. Pýcha již samostatně získal ocenění za rozhlasovou hru Benzína Dehtov. Právě Benzína Dehtov byla Pýchou přepracována do filmového scénáře pro film Úhoři mají nabito, který režíroval Vladimír Michálek. Pýchův filmový debut se konal v roce 2018, kdy vzniknul film Všechno bude. Ten byl původně psaný jako rozhlasový scénář, ale kvůli vulgaritě byl Českým rozhlasem zamítnut. Pýcha nabídl prostřednictvím České televize slovinskému režisérovi Olmovi Omerzu. Film reprezentoval Českou republiku v hlavní soutěži KVIFF odkud si odnesl cenu za nejlepší režii. Dále proměnil šest z deseti nominací na předávání Českých lvů. Všechno bude také reprezentovalo Českou republiku v boji o Oskary.
Druhým Pýchovým filmem byl snímek Úhoři mají nabito. Černou komedii režíroval Vladimír Michálek s obsazením populárních herců (například bratři Hádkovi, Jiří Lábus, Jiří Vyorálek a další). Třetí Pýchův film byl krátkometrážní a opět ho režíroval Olmo Omerzu pod názvem Poslední den patriarchátu; byl představen na americkém filmovém festivalu Indie Shorts. Pro Omerzu Pýcha napsal do roku 2021 i svůj poslední film Atlas ptáků, který byl uveden na 55. ročníku Karlovarského filmového festivalu.

### Filmografie
- 2018 – Všechno bude (ocenění na filmovém festivalu Karlovy Vary, 6 českých lvů, cena filmové kritiky, reprezentace ČR na Oscarech)
- 2019 – Úhoři mají nabito (režie Vladimír Michálek)
- 2021 – Poslední den patriarchátu (krátkometrážní film, představil v soutěži na prestižním americkém festivalu Indie Shorts)
- 2021 – Atlas ptáků (premiéra na filmovém festivalu Karlovy Vary)